# デスナー鉄道
デスナー鉄道（チェコ語: Železnice Desná）は、チェコ鉄道の運行する鉄道線の名称である。路線番号は291。

## 路線開業
- 1871年：ザーブルジェフ - シュンペルク - ソボチーン間が、モラヴァ国境鉄道により開業した。
- 1904年：残りのペトロフ・ナド・デスノウ～コウティ・ナド・デスノウ間が開業した。

## 路線番号の変遷
- 2016年以前：
291　ザーブルジェフ - シュンペルク
293　シュンペルク - コウティ
- 2017 - 2019年度：
291　ザーブルジェフ - シュンペルク - コウティ
- 2020年度：
270　ザーブルジェフ - シュンペルク
291　シュンペルク - コウティ
- 2021年度以降：
291　ザーブルジェフ - シュンペルク - コウティ

## 運行形態

### 特急「リフリーク(R)」
- ボウゾフ号：　シュンペルク - ザーブルジェフ - ブルノ
2時間に1本の運行。ザーブルジェフ以南は270号線に直通する。

### 快速「スピェシニー(Sp)」
- ヴェルケー・ロシニ - ザーブルジェフ - オロモウツ　【平日運行】
一日2.5往復の運行。うち1往復はシュンペルク以南の運行。ザーブルジェフ以南は270号線に直通する。ロシニ発着の1往復はオロモウツ - シュンペルク間ノンストップだが、2024年6月9日よりザーブルジェフ停車となる。他の便は全てポストルジェルモフ停車で、特に南行はザーブルジェフ停留所にも停車し、1本はブルドフにも停車する。また、シュンペルク以北は北行1本・南行2本の運行だが、南行のうち1本はロシニ城を通過する。
過去の運行形態
2019年以前は、シュンペルク発ブルノ行片道1本のみの運行であった。各駅に停車していた。
2020年度より、ブルノ発シュンペルク行片道1本が設定された。291号線内では途中ポストルジェルモフにのみ停車していた。
2024年度より、一日2.5往復に増発された他、1往復はヴェルケー・ロシニまで直通となった。ここで、ザーブルジェフとポストルジェルモフを通過する列車が一日1往復設定されたが、ザーブルジェフは6月9日より全列車停車となった。南行のうち1本はロシニ城とウ・ペンジオヌを通過していた。
2025年度より、ブルドフ停車が南行片道1本のみとなった。ヴィキールジョヴィツェ・ウ・ペンジオヌは全列車停車となった。

- ブルノ - ザーブルジェフ - イェセニーク（292号線と直通）
ザーブルジェフ以北、291号線内ノンストップ。ザーブルジェフ以南は、大部分が上記の特急(R)に併結される。
2015年以前は、平日のブルノ行1本、休日のブルノ方面3本を除いて特急(R)として運行されていた。2024年度以前は、土曜・休日の一部がポストルジェルモフやブルドフに停車していた他、休日の1往復が快速のままオロモウツまで直通していた。

### 普通
- ネザミスリツェ - ザーブルジェフ - コウティ
2時間サイクルに、1往復が運行されている。ザーブルジェフ以南は270号線と直通し、コウティ - シュンペルク - ネザミスリツェの系統で運行される。
2016年以前は、シュンペルクで運行系統が分かれていた。2015年以前は全て各駅停車であったが、現在は一部の駅を通過する便も運行されている。

- (シュンペルク - ) ペトロフ - ソボチーン
ペトロフ - ソボチーン間に、一日あたり、平日1往復、土曜・休日5往復（うち毎日1往復がシュンペルクまで直通）の運行となり、ペトロフでネザミスリツェ方面の列車に接続する。
過去の運行形態
2016年以前は、ペトロフ - ソボチーン間の運行が基本で、1～2時間に1本運行していた。
2017-20年度は、平日は一日2往復、休日は夏季のみ一日4往復（うち平日2往復、休日1往復がシュンペルクまで直通）の運行であった。
2021-22年度は、一日あたり平日1往復、土曜5往復、休日7往復（うち平日・土曜1往復、休日2往復がシュンペルクまで直通）の運行であった。
2023年度より、一日あたり平日1往復、土曜・休日5往復（うち毎日1往復がシュンペルクまで直通）の運行となった。

- ザーブルジェフ - シュンペルク
時間帯により、2時間サイクルに、1往復が運行されている。平日のみの運行で、ザーブルジェフ - シュンペルク間にのみ運行され、ブルドフを通過する。
2015年以前は全て各駅停車であったが、現在は一部の駅を通過する便も運行されている。

## 駅一覧
以下では、デスナー鉄道の駅と営業キロ、停車列車、接続路線などを一覧表で示す。なお、シュンペルク発着の快速は、各駅に停車する。
- 種別
  - R：特急
  - Sp：快速
  - Os：普通
- 停車駅
  - ■印：全列車停車
  - ○印：一部停車
  - ｜印：全列車通過

### ザーブルジェフ～コウティ間
| 路線名 | 駅名                                         | 駅間営業キロ | 累計営業キロ           | 累計営業キロ       | R | Sp | Os | 接続路線                                                   | 所在地       | 所在地         |
| ------ | -------------------------------------------- | ------------ | ---------------------- | ------------------ | - | -- | -- | ---------------------------------------------------------- | ------------ | -------------- |
| 291    | ザーブルジェフ・ナ・モラヴェ駅               | -            | ザーブルジェフから 0.0 |                    | ■ | ●  | ■  | 270号線（オストラヴァ方面、プラハ方面）                    | オロモウツ州 | シュンペルク郡 |
| 291    | ザーブルジェフ・ナ・モラヴェ停留所           | 1.5          | 1.5                    |                    | ○ | ○  | ●  |                                                            | オロモウツ州 | シュンペルク郡 |
| 291    | ポストルジェルモフ駅                         | 3.7          | 5.2                    |                    | ■ | ○  | ■  |                                                            | オロモウツ州 | シュンペルク郡 |
| 291    | ブルドフ駅                                   | 2.3          | 7.5                    |                    | ○ | ○  | ●  | 292号線（イェセニーク方面）                                | オロモウツ州 | シュンペルク郡 |
| 291    | シュンペルク駅                               | 5.2          | 12.7                   | シュンペルクから 0 | ■ | ■  | ■  | 290号線（ウニチョフ方面）、292号線（ハヌショヴィツェ方面） | オロモウツ州 | シュンペルク郡 |
| 291    | ヴィキールジョヴィツェ・ウ・ペンジオヌ駅     | 2            | 2                      | 15                 |   | ■  | ●  |                                                            | オロモウツ州 | シュンペルク郡 |
| 291    | ヴィキールジョヴィツェ駅                     | 1            | 3                      | 16                 |   | ■  | ■  |                                                            | オロモウツ州 | シュンペルク郡 |
| 291    | ヴィキールジョヴィツェ・レスニー駅           | 1            | 4                      | 17                 |   | ■  | ■  |                                                            | オロモウツ州 | シュンペルク郡 |
| 291    | ペトロフ・ナド・デスノウ駅                   | 2            | 6                      | 19                 |   | ■  | ■  | ソボチーン方面                                             | オロモウツ州 | シュンペルク郡 |
| 291    | ラポチーン停留所                             | 1            | 7                      | 20                 |   | ■  | ■  |                                                            | オロモウツ州 | シュンペルク郡 |
| 291    | ラポチーン駅                                 | 1            | 8                      | 21                 |   | ■  | ■  |                                                            | オロモウツ州 | シュンペルク郡 |
| 291    | ヴェルケー・ロシニ城駅(*1)                   | 1            | 9                      | 22                 |   | ●  | ●  |                                                            | オロモウツ州 | シュンペルク郡 |
| 291    | ヴェルケー・ロシニ駅                         | 1            | 10                     | 23                 |   | ■  | ■  |                                                            | オロモウツ州 | シュンペルク郡 |
| 291    | ヴェルケー・ロシニ停留所                     | 1            | 11                     | 24                 |   |    | ■  |                                                            | オロモウツ州 | シュンペルク郡 |
| 291    | ロウチナー・ナド・デスノウ・フィリポヴァー駅 | 3            | 14                     | 27                 |   |    | ■  |                                                            | オロモウツ州 | シュンペルク郡 |
| 291    | ロウチナー・ナド・デスノウ駅                 | 1            | 15                     | 28                 |   |    | ■  |                                                            | オロモウツ州 | シュンペルク郡 |
| 291    | ロウチナー・ナド・デスノウ・レイホチツェ駅   | 2            | 17                     | 30                 |   |    | ■  |                                                            | オロモウツ州 | シュンペルク郡 |
| 291    | コウティ・ナド・デスノウ駅                   | 2            | 19                     | 32                 |   |    | ■  |                                                            | オロモウツ州 | シュンペルク郡 |

### ペトロフ～ソボチーン間
| 路線名 | 駅名                           | 駅間営業キロ | 累計営業キロ | 接続路線                         | 所在地       | 所在地         |
| ------ | ------------------------------ | ------------ | ------------ | -------------------------------- | ------------ | -------------- |
| 291    | ペトロフ・ナド・デスノウ駅     | -            | 0            | ネザミスリツェ方面、コウティ方面 | オロモウツ州 | シュンペルク郡 |
| 291    | ペトロフ・ナド・デスノウ停留所 | 1            | 1            |                                  | オロモウツ州 | シュンペルク郡 |
| 291    | ソボチーン駅                   | 2            | 3            |                                  | オロモウツ州 | シュンペルク郡 |

(*1) 2015年9月開業。